# Trametes ljubarskyi
Trametes ljubarskyi är en svampart som beskrevs av Pilát 1937. Trametes ljubarskyi ingår i släktet Trametes och familjen Polyporaceae.   Inga underarter finns listade i Catalogue of Life.